# ФК Брей Уондърърс
ФК „Брей Уондърърс“ (на английски: Bray Wanderers A.F.C.; на ирландски: Cumann Peile Bhré) е ирландски футболен клуб от град Брей, Уиклоу, който се състезава в шампионата на Ейре. Домакинските си мачове играе на стадион „Карлайл Граундс“ с капацитет 7000 зрители.

## История
През 1922 година няколко играчи в гелския футбол напускат местния клуб „Сейнт Кевинс“ и основават футболен клуб „Брей Уондърърс“.

## Успехи
- Първа дивизия:
  -  Шампион (4) 1985/86, 1995/96, 1999/2000
- Купа на Ейре
  -  Носител  (2) 1989/90, 1998/99
- Enda McGuill Cup
  -  Носител  (1) 2005[2][3][4][5][6]

## Европейски клубни турнири
| Сезон     | Турнир       | Кръг               | Страна | Съперник             | Резултати    |
| --------- | ------------ | ------------------ | ------ | -------------------- | ------------ |
| 1990/91   | КНК          | Предварителен кръг |        | Трабзонспор          | 1 – 1, 0 – 2 |
| 1999/2000 | Купа на УЕФА | Предварителен кръг |        | „Грасхопърс“ (Цюрих) | 0 – 4, 0 – 4 |